# Вышнее
Вышнее — деревня в Можайском районе Московской области, в составе сельского поселения Замошинское. Численность постоянного населения по Всероссийской переписи 2010 года — 11 человек. До 2006 года Вышнее входило в состав Замошинского сельского округа.
Деревня расположена на западе района, у южной стороны автотрассы М1 Беларусь, примерно в 6 км к юго-западу от Уваровки, в верховьях реки Протва, высота над уровнем моря 254 м. Ближайшие населённые пункты — Мокрое на юго-западе, Хващёвка на северо-западе и Цуканово на востоке.